# Linxi (Xingtai)
Der Kreis Linxi (chinesisch 临西县, Pinyin Línxī Xiàn) ist ein Kreis der chinesischen bezirksfreien Stadt Xingtai, Provinz Hebei. Seine Fläche beträgt 544,7 km² und zählt 343.384 Einwohner (Stand: Zensus 2010). Sein Hauptort ist die Großgemeinde Linxi (临西镇).

## Administrative Gliederung
Auf Gemeindeebene setzt sich der Kreis aus vier Großgemeinden und fünf Gemeinden zusammen. 